# Лампкин (Џорџија)
Лампкин (Џорџија) (енгл. Lumpkin) град је у америчкој савезној држави Џорџија. По попису становништва из 2010. у њему је живело 2.741 становника.

## Демографија
Према попису становништва из 2010. у граду је живело 2.741 становника, што је 1.372 (100,2%) становника више него 2000. године.
| Група             | 2000.       | 2010.         |
| Белци             | 395 (28,9%) | 396 (14,4%)   |
| Афроамериканци    | 964 (70,4%) | 910 (33,2%)   |
| Азијати           | 0 (0,0%)    | 28 (1,0%)     |
| Хиспаноамериканци | 9 (0,7%)    | 1.400 (51,1%) |
| Укупно            | 1.369       | 2.741         |